# Gymnothorax flavoculus
Gymnothorax flavoculus is een straalvinnige vissensoort uit de familie van murenen (Muraenidae). De wetenschappelijke naam van de soort is voor het eerst geldig gepubliceerd in 1996 door Böhlke & Randall.